# Miacidae
Miacidae je čeleď vyhynulých primitivních masožravců, kteří žili během paleocénu a eocénu, před asi 62–34 miliony lety. Miacidé existovali přibližně 28 milionů let.
Předpokládá se, že miacidé byli předkové moderních masožravců z řádu šelem (Carnivora). Byli to malí predátoři, vzhledem podobní kunám nebo cibetkám, s dlouhými a pružnými těly a dlouhými ocasy. Některé druhy byly stromové, zatímco jiné žily na zemi.
Miacidé se pravděpodobně živili bezobratlými, ještěrkami, ptáky a menšími savci. Ve srovnání s moderními šelmami byli miacidé obecně primitivnější, bez plně zkostnatělé bubínkové výdutě, avšak s vyvinutými trháky (tvořenými protáhlým čtvrtým premolárem a prvním molárem).
Čeleď Miacidae tak, jak je tradičně koncipována, není monofyletická, ale jde o parafyletickou řadu kmenových taxonů. Miacidé byli spolu s čeledí Viverravidae tradičně zařazeni do nadčeledi Miacoidea, novější systematika nicméně slučuje zástupce Carnivora + Miacoidea do kladu Carnivoramorpha. Zástupci miacidů + zástupci skupiny Carnivora pak bývají zařazeni v rámci samostatného kladu Carnivoraformes v rámci kladu Carnivoramorpha.

## Rody
- Rod Eosictis
- Rod Messelogale
- Rod Miacis
- Rod Miocyon
- Rod Oodectes
- Rod Palaearctonyx
- Rod Paramiacis
- Rod Paroodectes
- Rod Procynodictis
- Rod Prodaphaenus
- Rod Quercygale
- Rod Tapocyon
- Rod Uintacyon
- Rod Vassacyon
- Rod Vulpavus
- Rod Xinyuictis